# Mendoncia robusta
Mendoncia robusta är en akantusväxtart som beskrevs av Henry Hurd Rusby. Mendoncia robusta ingår i släktet Mendoncia och familjen akantusväxter. Inga underarter finns listade i Catalogue of Life.